# Berryz工房 起立! 礼! 着席!
Berryz工房 起立!礼!着席!（ベリーズこうぼう きりつれいちゃくせき）は、Berryz工房とK太郎がパーソナリティを務める、文化放送のラジオ番組。『K太郎のレコメン!』内のフロート番組で毎週火曜日23:35 - 23:50（JST）。2004年3月30日に放送開始、2009年3月31日に放送終了。2009年4月7日から2012年3月までこの枠でBerryz工房 嗣永桃子のぷりぷりプリンセスが放送された。

## 概要
番組表上の放送時間は23:35 - 23:50だが、直前の生放送コーナーが延び、数分遅れて始まることが多く、正味の番組時間は12分前後で、番組内にCMは入らない。
2004年4月27日の第5回まではBerryz工房の8人全員が登場していた。5月4日の第6回からは、原則として4人が登場し、内2人が日直として進行役を務めていた。第147回 2007年1月23日からは、原則として3人が登場し、うち1人が日直となった。第206回 2008年3月11日からは2人が出席・日直をつとめる形になった。スペシャル的な回で全員が登場することもある。
当初はK太郎が司会をしていたが、メンバーのスキルが上昇するに連れ、K太郎の登場は減り、日直が司会をする様になった。ただし、K太郎はその後も時折登場していた。
番組開始のあいさつは「こんばんうっひー」。菅谷梨沙子が考えたが、本人は自分が考えたということを忘れていた。終了のあいさつは「起立!礼!さようなら」。
K太郎は、原則としてメンバーを「フルネーム+ちゃん」と呼ぶが、嗣永桃子のことは「ももぴー」、清水佐紀のことは「キャプテン」とも呼ぶ。「ももぴー」は、恐らくこの番組発の愛称である。
嗣永桃子が、番組内で不定期に嗣永憲法を発表している。
2004年夏、「ハロー!プロジェクトオフィシャルショップ・スタンプラリー」の景品として、CD『Berryz工房 起立!礼!着席! 課外授業編』（別名『Berryz工房スペシャルCD』）が抽選で500名に配布された。内容は放送された番組ではなく、約18分の完全新録である。
番組終了後、嗣永桃子は『Berryz工房 嗣永桃子のぷりぷりプリンセス』も続投、清水佐紀と徳永千奈美と須藤茉麻は、『・・・プリンセス』と同時期にPodcast QRでスタートした『Berryz工房 べりつぅ!』に異動した。
なお『ぷりプリ』終了1回前の2014年3月30日の放送で一夜限りの『起立! 礼! 着席!』復活として、K太郎とBerryz工房全員が出演し、当時のコーナーを再現。はちゃめちゃホームルームではメンバーそれぞれが考えたテーマを書いて箱に入れ、くじ引き形式で引いて30秒のフリートーク対決を行い、須藤茉麻が3代目チャンピオンになった。

## コーナー
- Berryz工房へよ・う・こ・そ - ふつおた
- Berryzゼミナール -Berryz工房のメンバーが「ハマっているもの、ハマっていること」をメンバー自身が調べ、紹介するコーナー。
- ザ・スッペシャル講習 - さまざまな職業の「プロフェッショナル」をゲストに呼び、話を聴くコーナー。ゲストは芸能界の人に限らない。
- なんでもあるある学級会 - 2008年3月25日放送分からスタート。リスナー投稿コーナー。あるあるネタのテーマを自分で決め、ネタも考えて送る。判定はメンバー。最多ポイント獲得者にはスッペシャルグッズ。
- 帰りの会
- はちゃめちゃホームルーム - 対決コーナー。“Berryz Homeroom Champion”略してBHCをめぐる戦い。決勝トーナメントは文化放送で行われ、公開録音だった。初代チャンピオンは清水佐紀。K太郎いわく、「BHCベルト」は特注で、プロレス団体が作ってもらっているところに発注したとのこと。

| 放送日         | ゲーム名               | 優勝者 |
| -------------- | ---------------------- | --- |
| 2004年5月4日   | おなかとり             | 熊井友理奈 |
| 2004年5月11日  | なぞなぞ               | 須藤茉麻 |
| 2004年5月18日  | 足し算早口             | 徳永千奈美 |
| 2004年5月25日  | 大発見クイズ           | 夏焼雅 |
| 2004年6月1日   | もじもじジェスチャー   | 清水佐紀&熊井友理奈 |
| 2004年6月8日   | バラバラクイズ         | 清水佐紀 |
| 2004年6月15日  | おなかとり             | 熊井友理奈 |
| 2004年7月13日  | ラッキー               | 清水佐紀 |
| 2004年7月20日  | メモリーベリーパニック | 徳永千奈美 |
| 2004年8月10日  | なぞなぞ               | 熊井友理奈 |
| 2004年8月17日  | もじもじジェスチャー   | ダブルユー |
| 2004年8月24日  | テレパシー             | 夏焼雅&石村舞波 |
| 2004年9月14日  | 足し算早口             | 清水佐紀 |
| 2004年9月21日  | 予告ジャンケン         | 石村舞波 |
| 2004年9月28日  | オーケー               | 清水佐紀 |
| 2004年10月5日  | ニャーニャー           | 夏焼雅&鈴木愛理 |
| 2004年10月12日 | アルティメット         | 熊井友理奈&菅谷梨沙子 |
| 2004年11月9日  | ノーブレス             | 熊井友理奈 |
| 2004年11月23日 | ニャーニャー           | 清水佐紀&菅谷梨沙子 |
| 2004年11月30日 | カリスマ店員           | 嗣永桃子 |
| 2004年12月7日  | バラバラクイズ         | 石村舞波 |
| 2005年1月11日  | ラッキー               | 須藤茉麻 |
| 2005年1月18日  | なぞなぞ               | 熊井友理奈 |
| 2005年1月25日  | 聖徳太子               | 徳永千奈美 |
| 2005年2月1日   | 大発見クイズ           | 夏焼雅 |
| 2005年2月8日   | ライムライム           | 徳永千奈美 |
| 2005年2月15日  | もじもじジェスチャー   | ダブルユー |
| 2005年3月8日   | 予告ジャンケン         | 菅谷梨沙子 |
| 2005年3月15日  | ニュースキャスター     | 嗣永桃子 |
| 2005年3月22日  | メモリーベリーパニック | 嗣永桃子 |
| 2005年4月5日   | ノーブレス             | 熊井友理奈 |
| 2005年4月26日  | オーケー               | 清水佐紀 |
| 2005年5月3日   | 聖徳太子               | 徳永千奈美 |
| 2005年5月17日  | 初代BHC王者決定戦      | 1回戦第1試合（ラッキー） 須藤茉麻○－×菅谷梨沙子 1回戦第2試合（バラバラクイズ） 石村舞波○－×夏焼雅 1回戦第3試合（ライムライム） 清水佐紀○－×徳永千奈美 2回戦（予告ジャンケン） 石村舞波○－×須藤茉麻 |
| 2005年5月24日  | 初代BHC王者決定戦      | 準決勝第1試合（メモリーベリーパニック） 嗣永桃子○－×石村舞波 準決勝第2試合（聖徳太子） 清水佐紀○－×熊井友理奈 決勝（予告ジャンケン） 清水佐紀○－×嗣永桃子                                          |

- はちゃめちゃホームルーム 2nd Stage - 対決コーナー。よみうりランドで行われた「笑っちゃおうよBOY FRIEND」の発売記念イベントでBHC王者決勝トーナメントが行われた。2代目チャンピオンは徳永千奈美。
- はちゃめちゃスペシャルレッスン - ハロプロの先輩（松浦、後藤、石川、メロン記念日）から指令が出され、その指令をクリアする戦い。
- Berryz夏期講習 - メンバーそれぞれの「苦手」を克服しよう!というコーナー。2005年夏に実施。2006年夏にその後の経過が報告された。
- Berryz短歌工房 - テーマに沿った短歌をリスナーから募集。当初、バレンタインや七夕の時期、メンバーが短歌を発表していた。
- Berryzキッチン -2008年3月11日放送分からスタート。お餅を素材としたワッフル風のお菓子「モッフル」に何かをはさんで食べる試食コーナー。第1回はチョコとバナナ（試食:清水&菅谷）。第2回はキムチと納豆（試食:徳永&菅谷）。第3回は「トマトをグジュグジュにつぶして砂糖をかけたもの」（試食:嗣永&菅谷）。第4回は「グリンピース（＋キムチ）（試食:夏焼&熊井）。第5回は「アイスクリーム」（試食:清水&菅谷）。第6回は「たくあん」（試食:清水&嗣永）。
- 放課後の秘密基地 - 2008年3月18日放送分からスタート。世の中で話題になっている物、これから流行りそうな物に、Berryz工房がアタックしていくコーナー。第1回は「声ちぇき」。第2回は嗣永桃子のマイブーム「ギター」（講師:鷲崎健）。第3回は「自己紹介工場」（同時に「熊井ちゃんにトマトを食べさせよう」というドッキリ企画も行われた）。第4回は「貯金箱」（フェイスバンク、世界1周しながら10万円たまる本）。第5回は「ダンス」（講師:コンドルズの勝山康晴、藤田善宏）第6回は「血液型（O型）」。

### 不定期・年1回で行われるコーナー
- どっちのBerryz Show! - 討論会（参考:「どっちの料理ショー」）。討論のテーマが出され、チームごとに激しい討論が行われる。
- 今年クイズ - 年末（もしくは年始）に行われる、その年の時事ネタのクイズ。
- 愛の胸騒ぎ - メンバーへのアンケート（参考:「恋のから騒ぎ」）。第1回で行われた。その後、年度初めに、年に1度のペースで行われている。
- Berryz爆弾宣言 - おもちゃの爆弾をまわしながら、テーマにそった答えを言っていくゲーム。負けたメンバーは、クラッカーの片づけをした。これも第1回で行われ、現在では年1回のペースで行われている。
- Berryz工房最強タッグ決定戦 - 2人ペアでオリジナルの番組を作る。
- あるある学級会 - 2008年の最強タッグ決定戦で行われた。タッグであるあるネタのテーマを決め、ネタを発表。ディレクターが判定。
- Berryz文化祭 - 正式名は「私立ベリーズ中学文化祭スッペシャル」。年に1度、秋に行われる。「中学生の主張」「バンドの即興ライブ」などが目玉企画。

## ゲスト
ハロー!プロジェクトの先輩が、新曲発売の時期に登場することが多かった。2006年からは、ゲスト出演はあまりない。
- 2004年6月22日（第13回）後藤真希
- 2004年7月6日（第15回）後藤真希
- 2004年7月27日（第18回）メロン記念日
- 2004年8月17日・24日（第21・22回）W
- 2004年10月5日・12日（第28・29回）村上愛、鈴木愛理
- 2004年11月16日（第34回）松浦亜弥
- 2004年11月23日（第35回）鈴木愛理、岡井千聖
- 2005年2月15日・22日（第47・48回）W
- 2005年4月19日（第56回）安倍なつみ
- 2005年6月28日（第66回）後藤真希
- 2005年8月16日・23日（第73・74回）W
- 2005年8月30日（第75回）矢口真里・後藤真希・美勇伝
- 2005年12月6日・13日（第89・90回）後藤真希
- 2007年1月23日 カントリー娘。
- 2007年4月10日・17日 タイムマシーン3号
- 2007年8月7日 林マヤ
- 2007年8月28日 あさりど
- 2007年10月23日 ℃-ute（梅田えりか・鈴木愛理・岡井千聖・有原栞菜）
- 2008年4月29日 鷲崎健
- 2008年5月13日 鈴木愛理
- 2008年6月10日 矢島舞美・前田憂佳
- 2008年8月5日 益子・ペプラー
- 2008年9月2日 勝山康晴・藤田善宏

## 公開録音
- 2004年6月29日（第14回）幕張メッセ
- 2005年5月15日（第60回(5/17)・第61回(5/24)）文化放送第5スタジオはちゃめちゃホームルーム BHC王座決定戦。
- 2005年8月29日 1時間スペシャル「Berryz工房 起立!礼!着席!真夏の登校日」 - よみうりランド（オープンシアターEAST）
- 2006年5月9日・16日（第111・112回）みらい館大明
- 2006年9月5日・12日 よみうりランド（オープンシアターEAST）はちゃめちゃホームルーム BHC王座決定戦。
- 2006年12月19日 新木場1stRING
- 2007年7月1日 横浜BLITZ
- 2008年4月6日 横浜BLITZ
- 2008年7月21日 品川ステラボール